# Řád budovatelů lidového Polska
Řád budovatelů lidového Polska (polsky: Order Budowniczych Polski Ludowej) bylo nejvyšší civilní vyznamenání Polské lidové republiky. Byl založen v roce 1949 a oficiálně zrušen v roce 1992. Udílen byl za zásluhy o rozvoj lidového Polska.

## Historie
Řád byl založen Sejmem dne 2. července 1949. Udílen byl v jediné třídě za mimořádné úspěchy při budování lidového Polska. Autory jeho designu byli Michał Bylina a Wojciech Jastrzębski. Neoficiálně nahradil Řád bílé orlice, nejvyšší polský civilní řád udílený před druhou světovou válkou, který sice nebyl nikdy oficiálně zrušen, ale za existence Polské lidové republiky nebyl nikdy udělen.
Poprvé byl Řád budovatelů lidového Polska udělen dne 22. července 1949, a to osmi odborovým předákům (dvěma z nich posmrtně). Nejvíce ocenění bylo uděleno v roce 1974, a to 56.
Řád budovatelů lidového Polska byl naposled udělen v roce 1985. Do té doby jej obdrželo 310 osob a 10 institucí, například Společnost bojovníků za svobodu a demokracii (Związek Bojowników o Wolność i Demokrację), a územních jednotek. V roce 1981 bylo 7 držitelů ocenění obviněno ze socioekonomické krize a řád jim byl odebrán. Jmenovitě šlo o Edwarda Babiucha, Zdzisława Grudzieńa, Franciszka Kaima, Włodzimierza Lejczaka, Tadeusze Pyky, Jana Szydlaka a Zdzisława Żandarowského. Navíc byl v roce 1982 Józef Cichowłas na základě rozhodnutí soudu také zbaven vyznamenání.
Oficiálně byl řád zrušen zákonem ze dne 16. října 1992, tedy dva roky poté, co byla Polská lidová republika nahrazena Třetí republikou.

## Pravidla udílení
Řád byl až do roku 1952 udílen prezidentem Polska. Poté, co byla funkce prezidenta zrušena, byl řád nadále udílen Polskou státní radou. Byl udílen v jediné třídě a nositeli náležel titul „Budovatel lidového Polska“ (polsky: Budowniczy Polski Ludowej). V tomto smyslu byl protějškem Hrdiny socialistické práce Sovětského svazu. Byl udílen úderníkům, významným členům komunistické strany (včetně příslušníků ozbrojených sil) a dalším osobám.
Řád mohl být udělen občanům Polské lidové republiky, polským podnikům a územním jednotkám, které prokázaly výjimečné skutky na poli národní ekonomiky, zvláště díky vynálezům, zlepšování organizace práce a pracovní inspirací a efektivnost, tito lidé byli označováni jako úderníci. Dále byl udílen za vzdělávání, vědu, kulturu a umění, zásluhy v oblasti národní obrany, zdraví a sportu a veřejných služeb.
Tato pravidla se změnila zákonem ze dne 17. února 1960. Nově řád mohl být udělen občanům Polské lidové republiky, kteří se při budování státu zasloužili zvláště znamenitými činy, zejména v oblasti státní služby či služby pro společnost, národního hospodářství, vzdělání, vědy, kultury a umění, ochrany zdraví a posílení obrany státu.

## Insignie
Řád má tvar zlaté rozety o průměru 53 mm. Rozetu tvoří osm okvětních lístků smaltovaných bíle (vnitřní část) a červeně (vnější část). Okvětní lístky jsou od sebe odděleny zlatými paprsky. Uprostřed je bíle ohraničený modře smaltovaný kruhový medailon o průměru 19 mm s vyobrazením mužské postavy držící kladivo a rudý prapor.
Na zadní straně je červeně smaltovaný medailon s písmeny vepsanými zlatým písmem PRL (zkratka pro Polska Rzeczpospolita Ludowa). Vyznamenání udělená před rokem 1952 a tedy před oficiální změnou názvu státu nesou v medailonu písmena RP (Rzeczpospolita Polskai).
Stuha je široká 40 mm a tvoří ji tři stejně široké pruhy v barvě červeno-bílo-červené s okraji lemovanými tenkými modrými pruhy. Od roku 1960 byla ke stuze přidána zlatá rozeta.
Řád byl nošen nalevo na hrudi. Pokud bylo vyznamenáních více, umisťoval se jako první zprava.